# Херсонская городская больница им. Лучанского
Херсонская городская больница имени Александра Лучанского — многопрофильное лечебно-профилактическое учреждение Херсона, расположенное по адресу: улица Крымская, 138. Включает многопрофильный стационар на 515 коек, три поликлиники, включая детскую, три амбулатории и стоматологическая поликлинику.

## История
Первым и на протяжении более века единственным лечебным учреждением города была губернская больница, основанная в  1818-м году, и преобразованная в 1944 году в Херсонскую областную клиническую больницу.
В 1959 году была основана больница Днепровского района Херсона. Её первым главным врачом стал Александр Лучанский, бывшем до этого главным санитарным врачом Херсона.
В 2011 году президент Украины Виктор Янукович совершил визит в больницу, торжественно открыв кардиологический центр «Городской центр сердца».
В 2014 году главный врач больницы, Людмила Ломако, была удостоена звания почётного гражданина Херсона за «весомый вклад в формирование нового позитивного имиджа города Херсона в Украине, стремление к усовершенствованию и воплощению нового».
В 2020 году Владимир Шарковский, также главный врач больницы, получил звание почётного гражданина Херсона за «значительный личный вклад в развитие хирургической помощи населению города и области».
После полномасштабного вторжения России в Украину в 2022 году штаб больницы сократился более чем в 2 раза: из 234 на 1 января 2022 к той же дате 2024 года лишь 105 врачей остались работать в больнице. Количество койко-мест также сократилось с 415 до 305.